# Lavinia exilicauda
Lavinia exilicauda är en fiskart som beskrevs av Baird och Girard, 1854. Lavinia exilicauda ingår som enda art i släktet Lavinia och familjen karpfiskar. Inga underarter finns listade i Catalogue of Life.